# Prairie Wolf Pack
Pour les articles homonymes, voir Prairie.
Maillots
Actualités
Les Prairie Wolf Pack sont une sélection provinciale canadienne de rugby à XV participant au Championnat provincial du Canada de rugby à XV, une compétition de rugby à XV réunissant quatre provinces canadiennes. L'équipe représente la région des Prairies canadiennes (provinces de l'Alberta, de la Saskatchewan et du Manitoba).

## Histoire

Localisation des Prairies canadiennesau.

La restructuration du championnat canadien conduit à fusionner de nombreuses équipes afin de créer une sélection provinciale. La sélection est fondée en 2009 (à partir du Prairie Fire Rugby Football Club et des Calgary Mavericks) pour participer à l'Americas Rugby Championship avec d'autres équipes provinciales du Canada, de l'Argentine et des États-Unis. Durant cette unique saison les Wolf Pack terminent 4e de la poule du Canada.
En 2010, la fédération canadienne modifie le format de la compétition et créée le Championnat provincial du Canada. Les quatre équipes canadiennes ayant participé à l'ARC se reversées dans cette compétition, tandis qu'une sélection des meilleurs joueurs de la compétition représente le Canada à l'ARC. Les Wolf Pack remportent le titre en 2015.

## Palmarès
- Championnat provincial :
  - Vainqueur (1) : 2015.

## Joueurs emblématiques
Joueurs canadiens ayant joués pour l'Equipe nationale du Canada :
- Hubert Buydens
- Nick Blevins
- Luke Cudmore
- Nanyak Dala
- Scott Franklin
- Kyle Gilmour
- Jeff Hassler
- Brodie Henderson
- Jeremy Kyne
- Gordon McRorie
- Ryan Smith
- Andrew Tiedemann